# Железопътен моделизъм
Железопътният моделизъм или влаковият моделизъм представлява хоби, при което системи за железопътен транспорт се пресъздават в умалени копия с различен мащаб. Моделите могат да включват както подвижния състав (локомотиви, вагони, автомобили), така и трасето, сигнализация, сгради, улици, зеленина, хора и т.н.
Най-ранните форми на железопътен моделизъм са Карпет рейлуей (на английски: Carpet railway – килимна железница). Това са играчки, появили се през 1840 г.

## Описание
Запалването по хобито често прераства от притежаването на едно-единствено влакче с кръгло трасе, до отделянето на дълги часове и огромни суми за създаването на максимално реалистичен и красив макет. Моделистите често поддържат макети, достатъчно големи дори за да се возиш в тях. Най-често хобито се изразява в:
- колекциониране на отделни влакови композиции, при които е важно максимално точно пресъздаване на истинските модели;
- създаване на миниатюрен пейзаж, базиран на истинско или измислено място с тунели, мостове и естакади;
- създаване на цели градове, в които влаковете и гарите заемат място близко до реалното съотношение. Комбинират се различни видове моделизъм – моделиране на сгради, автомоделизъм и т.н.

Често старите внимателно изпипани модели достигат до страхотни цени.
Размерите и видът на железопътния модел са различни – от кръгло трасе с десетина отделни релсички до напълно реалистичен макет, в който всеки детайл от гара, град или местност е точно предаден. Такъв напълно реалистичен макет има в музея Пендън в графство Оксфордшир, Великобритания. Там в размер ЕМ (същият като 00, но с по-детайлно предаване на релсовия път) се строи Долината на Белия кон (Vale of White Horse), така като е изглеждала през 1930 г. Там е изложен и един от най-старите модели с околна среда, направен от Джон Ахърн – „Madder Valley“. Този макет е правен от 1930 до 1950 г. и смятан за един от най-реалистичните. Най-големият модел на железопътна линия в света в размер НО е в Miniatur Wunderland в Хамбург, Германия.
Най-дългата железопътна хоби-система с парни влакове е дълга 40 km и се казва Планински влак (Train Mountain) в Чилокуин, Орегон, САЩ. Тя е от типа миниатюрна железница. При нея моделите са достатъчно големи, за да поберат хора в тях. Изработват се ръчно, с парен или дизелов двигател, достатъчно мощен, за да вози състав от 10 – 12 души.

## Мащаби
Размерите на подвижния състав варират от почти еднометровите в мащаб 1:8 до джобните в Z типоразмер. Типичното вагонче в типоразмер Н0 (чете се „Ха нула“), т.е. 1:87, е високо около 5 cm и дълго от 10 до 30 cm. Шестте най-популярни мащаба са означени съответно типоразмер G (G scale), типоразмер 1 (Gauge 1), типоразмер 0 (0 scale), типоразмер Н0 (HO scale), типоразмер ТТ (TT scale) и типоразмер N (N scale), а напоследък расте интереса към типоразмер Z (Z scale).